# Transports à Saint-Pierre-et-Miquelon

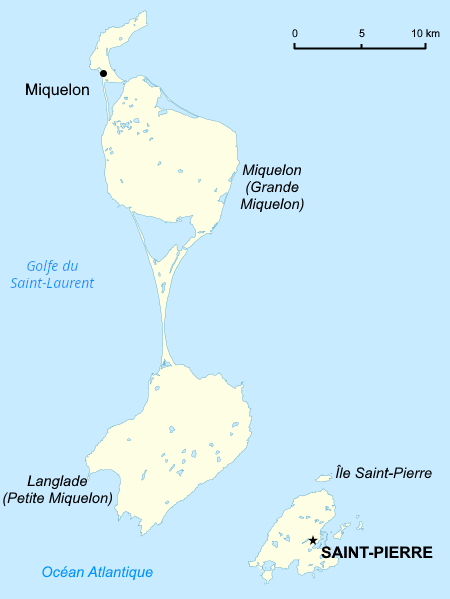
Carte de l'archipel.

Les transports à Saint-Pierre-et-Miquelon sont essentiellement les liaisons maritimes et aériennes avec le Canada. L'archipel de Saint-Pierre-et-Miquelon, collectivité française d'outre-mer, possède des liaisons maritimes et aériennes le reliant au Canada. Bien que territoire français d'outre-mer, il ne dispose pas pour des raisons économiques de liaison directe régulière, ni maritime, ni aérienne avec la métropole distante de 4 000 km. Pendant longtemps, l'unique piste de l'aéroport de Saint-Pierre était trop courte pour accueillir des avions long-courriers capable de traverser l'océan Atlantique. En 2006, cette piste est rallongée pour atteindre la longueur de 2 100 m permettant ainsi de recevoir des gros porteurs. Une expérimentation d'une liaison aérienne hebdomadaire directe entre Saint-Pierre et Paris a été menée pour les deux mois d'été en 2018 et reconduite depuis (à 2022).
Le gros des infrastructures de transport est concentré sur l'île de Saint-Pierre, la plus petite des trois îles principales de l'archipel, avec Miquelon et Langlade, reliées entre elles par un isthme de sable. Mais Saint-Pierre, en raison de son port naturel, a concentré l'activité de pêche et les activités associées, donc la population. Aujourd'hui, 90 % des habitants de l'archipel y vivent. Saint-Pierre dispose ainsi d'un port pouvant accueillir cargos et gros chalutiers et d'un aéroport, avec des liaisons maritimes et aériennes régulières avec le Canada voisin. Toutefois, l'extension par le Canada de sa zone exclusive à 200 milles marins et son moratoire sur la pêche du cabillaud notamment, ont poussé les chalutiers à déserter l'archipel, réduisant aussitôt la fréquentation portuaire à très peu, depuis le début des années 1990.

## Liaisons maritimes

### Interurbain

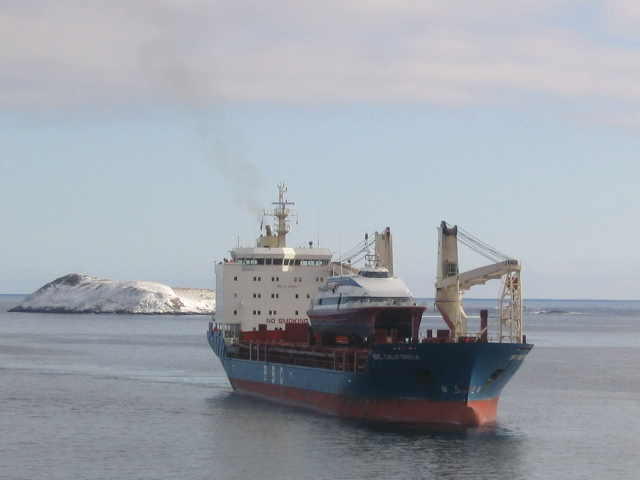
Livraison du nouveau ferry en 2005 par le cargo California.

Une liaison pour passagers par deux ferries est assurée entre le port de Saint-Pierre et celui de Miquelon (environ 45 km) par la compagnie publique SPM Ferries. En saison, cette navette assure également, plusieurs fois par semaine, la liaison avec Fortune, port de la côte sud de Terre-Neuve, le plus proche de l'archipel, situé à une vingtaine de kilomètres. 
Un transport de passager en saison est organisé par la Collectivité territoriale entre Saint-Pierre et l'île-aux-Marins, île inhabitée l'hiver située en face du port de Saint-Pierre, dans le cadre des médiations culturelles assurées par l'Arche Musée et Archives. 

### Fret
Une liaison de fret régulière est assurée entre le port de Saint-Pierre et celui de Halifax en Nouvelle-Écosse (630 km environ) par la compagnie Transport Service International (TSI). Le port canadien sert de hub pour toutes les marchandises acheminées vers l'archipel. Une très grande partie de ce qui est consommé sur l'archipel vient du port d'Halifax. En effet, il n'existe à Saint-Pierre-et-Miquelon qu'une petite production agricole et un peu de pêche côtière en été. 

### Historique
En 1967, la France a racheté à une compagnie britannique le cargo Sandpiper, construit 10 ans plus tôt, pour assurer la liaison entre Saint-Pierre et le Canada et permettre son ravitaillement. Ce navire avait été choisi en raison de son étrave renforcée pour affronter la glace. Renommé Île-de-Saint-Pierre, il assurera la liaison entre Saint-Pierre et le Canada assurant le ravitaillement mais également le transport de passagers. Il restera en service jusqu'en 1980 (revendu à une compagnie grecque, il finira ensuite à la casse au Pakistan en 1989). Il fut remplacé par le navire roulier Langlade.
En 2000, un petit navire cargo roulier de 37 mètres le Cap Blanc est mis en service pour assurer le transport de fret vers Saint-Pierre-et-Miquelon. 
Le 1er décembre 2008, alors qu'il revenait du port d'Argentia à Terre-Neuve, chargé du sel destiné au déneigement des routes, le Cap Blanc chavire et coule plusieurs heures plus tard au large de la péninsule de Burin, à 16 km des côtes de Terre-Neuve. Les quatre membres d'équipage sont portés disparus.

## Liaisons aériennes

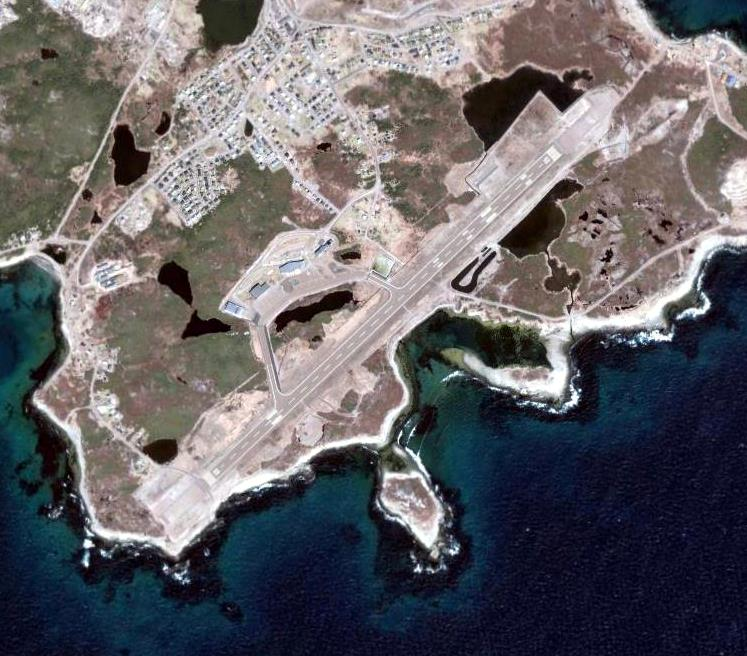
Photo aérienne de l'aéroport de Saint-Pierre.

L'île de Saint-Pierre dispose d'un nouvel aéroport, Saint-Pierre - Pointe-Blanche, mis en service en septembre 1999 et qui remplace l'ancien aéroport situé non loin de là, à la piste plus courte et aujourd'hui occupé par une zone résidentielle. La nouvelle piste de 1 800 mètres peut ainsi accueillir des Airbus A320 et des Boeing 737, avions dont l'autonomie leur permet de relier directement l'archipel à la métropole. Son coût a été de 384 millions de francs (58,6 millions d'euros). La construction de ce nouvel aéroport a commencé en 1992. C'était le premier des trois  volets du plan destiné à organiser un tourisme moderne dans l'archipel. Il était élaboré par le ministère français des Transports, en accord avec le Conseil général (aujourd'hui Conseil territorial) à Saint-Pierre, « et parce que la faiblesse de la desserte aérienne apparaissait comme un obstacle au développement. »
La compagnie Air Saint-Pierre est la seule compagnie régulière qui dessert l'archipel. Basée sur l'aéroport de Saint-Pierre, elle assure ainsi, dans le cadre d'une délégation de service public, les liaisons suivantes :   
- Saint-Pierre/Montréal : deux vols par semaine pendant l'été et un vol par semaine de mi-septembre à fin juin ;
- Saint-Pierre/Halifax (Nouvelle-Écosse) : trois vols par semaine
- Saint-Pierre/Saint-Jean de Terre-Neuve (St. John's) : trois vols par semaine.
- Saint-Pierre/Moncton (Nouveau-Brunswick) et Saint-Pierre/Sydney (Nouvelle-Écosse) en été avec deux vols par semaine.

Les correspondances avec la métropole sont assurées à partir de ces escales, principalement depuis Montréal. 
Air Saint-Pierre assure également une desserte quotidienne (sauf le dimanche) entre Saint-Pierre et Miquelon dans le cadre d'une convention avec le Conseil territorial de l'archipel. Mais cette desserte est soumise aux aléas météo, fréquents sur l'archipel, l'aérodrome de Miquelon n'étant pas équipé d'un système d'atterrissage tous temps.
Les liaisons d'Air Saint-Pierre sont actuellement (décembre 2014) assurées par un ATR 42 et un Cessna F406. Selon un rapport du Sénat, l'investissement de la nouvelle piste ne peut se justifier par la rotation de ces deux seuls avions qui pouvaient atterrir sur l'ancienne. 
Le nombre total de passagers est d'environ 26 000 par an, dont près de 10 000 pour la seule liaison Saint-Pierre/Saint-Jean de Terre-Neuve. La ville de Saint-Jean, peuplée de 100 000 habitants, sert un peu de « centre urbain » pour les habitants de l'archipel. Il s'y rendent pour l'achat de produits de consommation, dont les prix sont beaucoup plus bas, mais également pour des raisons de santé. L'hôpital de Saint-Pierre ne pouvant couvrir tous les besoins et les spécialités, un accord a été conclu entre la Caisse de prévoyance sociale de Saint-Pierre-et-Miquelon et des hôpitaux canadiens, celui de Saint-Jean de Terre-Neuve recevant le plus de patients de l'archipel.
En décembre 2017, une nouvelle délégation de service public pour la desserte aérienne de Saint-Pierre-et-Miquelon a été conclue entre Air Saint-Pierre et l'État. Elle prévoit une aide publique de 16,2 millions d'euros sur 5 ans. Elle inclut l'expérimentation d'une liaison hebdomadaire directe entre la métropole et Saint-Pierre pour les deux mois d'été. Cette liaison a été mise en place avec un accord entre Air Saint-Pierre et ASL Airlines France qui assure une liaison hebdomadaire sur ces deux mois sur un Boeing 737-700 depuis aéroport de Paris-Charles-de-Gaulle. Le premier vol commercial direct entre la métropole et l'archipel a ainsi été réalisé le 2 juillet 2018. Ces vols sont programmés jusqu'en 2022

## Transports terrestres
Les dimensions réduites de l'archipel et le fait que 90 % des 6 500 habitants vivent sur la plus petite île, Saint-Pierre, font que le réseau routier est peu développé. Cependant le parc automobile est d'une importance considérable : 6700 véhicules (voitures, motos, fourgonnettes, camions) étaient immatriculés (en 2013), soit plus d'un véhicule par habitant. En 2013, Ford est la principale marque automobile présente avec 1500 véhicules , suivie de Renault avec 850 véhicules (mais première par le nombre de véhicules particuliers), de Peugeot, 550 véhicules et de Suzuki, 425 véhicules. Les marques américaines sont majoritaires.
Saint-Pierre-et-Miquelon dispose de 14,3 km de routes nationales : 10,5 km à Saint-Pierre (RN 1 et RN 2) et 3,8 km à Miquelon (RN 3 et RN 4) et 103 km de routes de la collectivité territoriale (40 km à Saint-Pierre et 63 km à Miquelon).
L'archipel ne dispose pas de voie ferrée. Les seuls transports en commun routiers sont un service de transport scolaire assuré par des autobus scolaires nord-américains, notamment des Blue Bird (en) ou des Girardin (en), pour des questions de proximité géographique.